# On My Own (Patti LaBelle e Michael McDonald)
 "On My Own" è stato un duetto di successo che ha raggiunto il primo posto nella classifica Billboard dei cantanti Patti LaBelle e Michael McDonald quando è stato pubblicato come singolo nel 1986. È stata pubblicata nel primo disco in platino di Patti LaBelle, Winner in You ed è stata scritta e prodotta da Burt Bacharach e dalla sua ex moglie Carole Bayer Sager. La canzone è stata originariamente registrata dalla cantante Dionne Warwick per il suo album Friends. Non è chiaro il motivo per cui il brano non sia stato incluso nell'elenco dei brani finali. La canzone si basa su una relazione che aveva raggiunto la fine con entrambe le parti che si separavano in uno stato malinconico con la possibilità occasionale di tornare di nuovo insieme un giorno.
È stato spesso dichiarato che i due artisti si trovavano in città separate quando registrarono le loro singole parti che furono poi unite durante il mixing. Ciò si rifletteva nel video musicale prodotto per promuovere la canzone, che raffigurava LaBelle e McDonald che eseguivano la canzone contemporaneamente su diverse coste. I cantanti sono stati mostrati su lati separati di uno schermo diviso, ognuno cantando la canzone mentre camminava attraverso appartamenti che avevano layout identici ma decorazioni e mobili diversi. I panoramidai rispettivi portici, dove hanno finito la canzone, hanno chiarito la loro separazione.

## Successo commerciale
La canzone è diventata il singolo di maggior successo di sempre per entrambi i cantanti in quanto ha raggiunto il numero uno nella classifica Billboard per 3 settimane, oltre a entrare nelle classifiche R&B e Adult Contemporary. Nel Regno Unito, la canzone raggiunse il numero due nella UK Singles Chart, diventando disco d'oro (fu il 22º singolo più venduto del 1986 nel Regno Unito). Inizialmente la canzone doveva essere cantata solo da Patti LaBelle, ma in seguito decise di invitare McDonald ad aiutarla a trasformarla in un duetto, mentre affermava: "La canzone mi è stata inviata e ne ho fatto una versione, ma in qualche modo semplicemente non ha funzionato. Stavamo esaminando le cose che avevo fatto e abbiamo parlato di trasformarla in un duetto. Qualcuno ha chiesto, 'Se potessi farlo con qualcuno, con chi lo canteresti?', e Michael è stata la mia prima scelta."

## Classifiche

### Classifiche settimanali
| Classifica (1986)                          | Posizione massima |
| ------------------------------------------ | ----------------- |
| Australia (Kent Music Report)              | 12                |
| Singles chart (Austria)                    | 20                |
| RPM 100 (Canada)                           | 1                 |
| Singles chart (Paesi Bassi)                | 1                 |
| RIANZ chart (Nuova Zelanda)                | 4                 |
| Singles chart (Svezia)                     | 15                |
| UK Singles Chart (Regno Unito)             | 2                 |
| US Billboard Hot 100                       | 1                 |
| US Billboard Hot Black Singles             | 1                 |
| US Billboard Hot Adult Contemporary Tracks | 2                 |

### Classifica alla fine dell'anno
| Classifica (1986)    | Posizione |
| -------------------- | --------- |
| US Billboard Hot 100 | 4         |

## Cover

### Versione di Reba McEntire
Nel settembre 1995, l'intrattenitrice country Reba McEntire pubblicò la canzone come primo singolo del suo album Starting Over  La sua versione, con le voci ospiti di Martina McBride, Linda Davis e Trisha Yearwood ha raggiunto il 20º posto nella classifica Hot Country Singles & Tracks, anche se il credito è stato dato solo alla McEntire. Il suo video musicale è stato diretto da Dominic Orlando ed è stato girato sul Chaplin Stage.
I quattro artisti hanno eseguito la canzone ai Country Music Association Awards del 1995 e, ancora, agli Academy of Country Music Awards del 1996.

#### Classifiche
| Classifica (1995)                | Posizione massima |
| -------------------------------- | ----------------- |
| Country Tracks (RPM) (Canada     | 22                |
| US Hot Country Songs (Billboard) | 20                |

### Altre cover
- La canzone è stata anche registrata da Sheena Easton con Terry Ronald nel 2000, nel suo album Fabulous .
- Daniel Evans, finalista della quinta stagione di The X Factor, ha pubblicato una versione strumentale fatta con la chitarra nel suo album di debutto No Easy Way nel 2010.